# Sinfonia n. 2 "Elegiaca"
La sinfonia n.2 Elegiaca è una composizione sinfonica di Gian Francesco Malipiero.
Completata ad Asolo il 1º giugno 1936, fu eseguita per la prima volta il 25 gennaio 1937 dalla Orchestra Sinfonica di Seattle nel locale Metropolitan Theatre, sotto la bacchetta di Basil Cameron.

## Movimenti
L'autore, superate alcune esitazioni dovute al confronto con i maestri tedeschi dell'Ottocento,
dà vita qui a una pagina più scorrevole rispetto alla  Sinfonia n.1 in quattro tempi come le quattro stagioni.
Il sottotitolo Elegiaca, senza alcun programma extramusicale, fa riferimento al generale clima psicologico che la pervade: il 1936 fu un anno pieno di tristezza e ansia per l'autore, ma la sinfonia rimane estranea agli eventi e mantiene appunto un carattere elegiaco, pensoso ma senza esasperazione.
La composizione è scandita in quattro tempi:
- Allegro non troppo
- Lento non troppo
- Mosso
- Lento-allegro

## Ricezione critica
Elliott Carter, recensendo la stagione sinfonica 1937-38 della New York Philharmonic Orchestra  su "Modern Music" espresse un giudizio positivo sulla Seconda sinfonia di Malipiero, rintracciandovi echi della musica antica italiana e lodandone la qualità espressiva,  lontana a suo avviso da certi momenti di vuoto che rovinano altre musiche del compositore veneziano e dei suoi contemporanei colleghi italiani.